# Парламентские выборы в Южной Осетии (2024)
Парламентские выборы в Республике Южная Осетия состоялись 9 июня 2024 года.
Южная Осетия — частично признанное государство. Провозглашённое на международно признанной территории Грузии. Согласно её законодательству территория региона оккупирована Россией и в связи с этим выборы не признаются законными.

## Предыстория
Председатель партии «Ныхас» Алан Гаглоев был избран президентом Южной Осетии в 2022 году. Гаглоев на тот момент был ведущей фигурой югоосетинской оппозиции, отличавшейся более прагматичным подходом к России и поддержкой внутренних экономических предприятий. Он обошёл своего конкурента из «Единой Осетии» на 15% во втором туре. Однако парламент с тех пор оставался под контролем политического истеблишмента Южной Осетии — партии «Единая Осетия», ставшей оппозицией после прихода к власти Гаглоева в 2022 году. Президент Гаглоев сталкивается с оппозицией как со стороны российского правительства, так и со стороны общественности Южной Осетии из-за скандального кабинета, который не смог решить и усугубил многие экономические проблемы республики. Однако российское правительство остаётся уклончивым в своей оппозиции, поскольку Гаглоев поддерживает южных осетин, сражающихся в конфликте на Украине. Эксперты из Института Центральной Азии и Кавказа (CACI) предполагают, что России придётся сделать выбор: либо поддержать Гаглоева, либо выступить против него, поддержав более традиционное правительство Южной Осетии. Кроме того, CACI высказал предположение о третьем исходе, статусе-кво до президентских выборов в Южной Осетии в 2027 году, что может означать полный политический коллапс.

### Новые партии
После прихода к власти, Гаглоев отменил многие ограничительные законы о выборах. Это привело к созданию семи новых политических партий: «За справедливость», «Ирон», «Патриоты Аланьи» (слилась с «Народной партией» 6 апреля 2024 года), «Иры Фарн», «Новое поколение Осетии» («Ирыстоны Ног Фалтар»), «Партия развития», «Социалистическая партия Отечества» («Фыдыбаста»).
6 мая 2024 года Гаглоев восстановил действие репрессивных законов о выборах, ограничив участие только «Ныхасом», «Единой Осетией», «Коммунистической партией», «Народной партией», «Единством народа», «Иры Фарн» и «Единством», а также лишив возможности осетин голосовать в Абхазии, оплоте «Единой Осетии», закрыв избирательный участок в Сухуме, сославшись на «непрактичность его работы». Бывшие союзники Гаглоева Гарри Мулдаров и Давид Санакоев, основавшие партию «За справедливость», протестовали против ограничений, утверждая, что «правящая партия „Ныхас“ явно игнорирует закон», а «избирательная кампания проводится вне границ как закона, так и приличия».

## Избирательная система
Однопалатный парламент состоит из 34 депутатов, избирающихся по пропорциональной избирательной системе сроком на пять лет от партий, набравших 7 % и более голосов, при условии, что таких партий — не менее двух и за них должны проголосовать свыше 50 % избирателей. Выборы признаются состоявшимися при явке 50 % плюс один голос. Центральная избирательная комиссия для участия в выборах зарегистрировала 7 партий.

### Состав участников
|   | Партия | Партия                                          | Лидер            | Год основания | % на прошлых выборах | Места в парламенте (7 созыв) |
| - | ------ | ----------------------------------------------- | ---------------- | ------------- | -------------------- | ---------------------------- |
| 1 |        | Единство                                        | Зураб Кокоев     | 2003          | 2,83 %               | 0                            |
| 2 |        | Единство народа                                 | Сергей Пухаев    | 2013          | 12,96 %              | 3                            |
| 3 |        | Единая Осетия                                   | Алан Тадтаев     | 2012          | 34,96 %              | 14                           |
| 4 |        | Иры Фарн                                        | Хох Чочиев       | 2023          | —                    | 0                            |
| 5 |        | Коммунистическая партия Республики Южная Осетия | Станислав Кочиев | 1993          | 7,29 %               | 1                            |
| 6 |        | Народная партия Республики Южная Осетия         | Сергей Харебов   | 2003          | 21,79 %              | 5                            |
| 7 |        | Ныхас                                           | Зита Бесаева     | 2013          | 14,37 %              | 4                            |
| 8 |        | Независимые                                     | —                | —             | —                    | 7                            |

## Результаты
|                                                           |                                                 |                      |                      |                      |            |            |            |            |                |
| Партия                                                    | Партия                                          | По партийным спискам | По партийным спискам | По партийным спискам | По округам | По округам | По округам | Всего мест | Изменение мест |
| Партия                                                    | Партия                                          | Голосов              | %                    | Мест                 | Голосов    | %          | Мест       | Всего мест | Изменение мест |
|                                                           | Единая Осетия                                   | 6 942                | 31,75                | 6                    | 2 660      | 13,70      | 1          | 7          | ▼7             |
|                                                           | Ныхас                                           | 6 690                | 30,59                | 6                    | 2 852      | 14,69      | 4          | 10         | ▲6             |
|                                                           | Народная партия Республики Южная Осетия         | 3 514                | 16,07                | 3                    | 2 345      | 12,08      | 2          | 5          | ▬0             |
|                                                           | Коммунистическая партия Республики Южная Осетия | 1 557                | 7,12                 | 2                    | 621        | 3,20       | 1          | 3          | ▲1             |
| 7 процентный барьер                                       |                                                 |                      |                      |                      |            |            |            |            |                |
|                                                           | Иры Фарн                                        | 1 038                | 4,75                 | 0                    | 195        | 1,00       | 0          | 0          | новая          |
|                                                           | Единство народа                                 | 918                  | 4,20                 | 0                    | 961        | 4,95       | 0          | 0          | ▼3             |
|                                                           | Единство                                        | 409                  | 1,87                 | 0                    |            |            |            | 0          | ▬0             |
|                                                           | Социалистическая партия Отечества               |                      |                      |                      | 134        | 0,69       | 0          | 0          | ▬0             |
|                                                           | Независимые                                     |                      |                      |                      | 8 646      | 44,54      | 9          | 9          | ▲3             |
| Против всех                                               | Против всех                                     | 800                  | 3,66                 |                      | 999        | 5,15       |            |            |                |
| Общая информация                                          |                                                 |                      |                      |                      |            |            |            |            |                |
| Действительные бюллетени                                  | Действительные бюллетени                        | 21 868               | 92,41                |                      | 19 413     | 95,75      |            |            |                |
| Пустые и недействительные                                 | Пустые и недействительные                       | 1 795                | 7,59                 |                      | 861        | 4,25       |            |            |                |
| Всего                                                     | Всего                                           | 23 663               | 100                  | 17                   | 20 274     | 100        | 17         | 34         |                |
| Зарегистрировано избирателей/явка                         | Зарегистрировано избирателей/явка               | 34 333               | 68,92                |                      | 52 238 594 | 75,64      |            |            |                |
| Источник: Центральная избирательная комиссия Южной Осетии |                                                 |                      |                      |                      |            |            |            |            |                |

## Последствия
После обнародования предварительных результатов партия «Ныхас» объявила о «решающей победе на выборах», заявив о получении парламентского большинства. «Ныхас» в основном пользовался поддержкой в сельской местности, в то время как «Единая Осетия» получила поддержку со стороны городского центра Южной Осетии – Цхинвала.
Во время выборов сторонники «Единой Осетии» опубликовали в Telegram сообщения о мошенничестве, заявив, что избирательные участки в опорных пунктах «Единой Осетии» были оснащены исчезающими чернилами. Это, в сочетании с тем, что Центральная избирательная комиссия (ЦИК) несколько раз сильно меняла заявленную долю голосов во время подсчёта, вызвало недопонимание. Первоначально сообщалось, что «Единая Осетия» набрала 45,67% против 29,59% у «Ныхаса», а затем ЦИК изменил отчёт, указав, что «Единая Осетия» получила 32% против 29,93% у «Ныхаса», в то время как «Ныхас» утверждал, что получил 31,17%. Руководство «Единой Осетии» с крыльца своего штаба потребовало, чтобы результаты голосования на избирательном участке во Владикавказе, где якобы использовались ручки с исчезающими чернилами, были аннулированы и отклонены ЦИК, в противном случае они не признают выборы и любое последующее правительство. Глава ЦИК Эмилия Гагиева отвергла требования «Единой Осетии».
И «Коммунистическая партия», и партия «Иры Фарн» осудили призывы к насильственному свержению режима партии «Ныхас», призвав к спокойствию, а также соблюдению всеми сторонами порядка. Издание «Кавказский узел», опросив ряд местных жителей и политологов, пришло к выводу, что результаты выборов были подлинными, и что «Единая Осетия» просто недооценила силу сельского избирателя, на котором «Ныхас» построил свой режим.
В результате в Южной Осетии осталась только одна оппозиционная партия — «Единая Осетия», при этом «Народная партия» сохранила своё место в правящей коалиции, а «Коммунистическая партия» продолжает политику поддержки президента, независимо от их политической принадлежности. В «Ныхасе» также произошла крупная смена депутатов: большую часть партийного списка составили новички, лояльные к окружению президента Гаглоева. В их число входят глава администрации президента Алан Маргиев, помощник президента Алан Плиев и председатель комитета Ныхаса по молодёжной политике и спорту Руслан Хубезов. Кроме того, кандидаты партии по округам почти все являются новичками в политике.

## Международная реакция
- Грузия — В заявлении МИД Грузии сказано: «В условиях, когда внутренне перемещенным лицам и беженцам с оккупированных территорий Грузии не разрешается возвращаться в свои дома, в то время как оставшееся на местах население вынуждено жить в условиях нарушения основных прав и свобод, любые т.н. выборы, осуществляемые на оккупированных территориях, являются незаконными и не могут привести к какому-либо правовому результату, так как они противоречат основополагающим нормам и принципам международного права»[12].
- Азербайджан — МИД «Азербайджанской Республики подтверждает свою поддержку суверенитета и территориальной целостности Грузии и не признает так называемые „парламентские выборы“»[13].
- Россия — МИД России заявило, что выборы прошли в «строгом соответствии» с национальным избирательным законодательством. Они также заявили, что «рассматривают успешное завершение электорального процесса как важную веху в укреплении государственности и демократических институтов Южной Осетии», и выразили надежду, что новое правительство выберет продолжение двусторонних связей с Россией[14].
- Республика Абхазия — Заместитель председателя Комитета Народного Собрания – Парламента Республики Абхазия по межнациональным, межпарламентским связям и связям с соотечественниками Ахра Пачулия заявил: «Выборы проходят в рамках закона, никаких нарушений не обнаружено, очень высокая организованность на избирательных участках. Фальсификации и какие-то манипуляции невозможны, потому что на участках представлены наблюдатели от каждой партии, каждый из которых расписывается на обратной стороне бюллетени. Все очень прозрачно»[15].
- Европейский союз — пресс-спикер Верховного представителя ЕС по международным делам и вопросам безопасности Жозепа Борреля Питер Стано, заявил в соцсети «X», о том что Евросоюз «остается твердым в своей поддержке суверенитета и территориальной целостности Грузии» и «не признает конституционные и правовые рамки, в которых прошли так называемые «парламентские выборы» в оккупированном сепаратистском регионе Южная Осетия»[12].
- США — Помощник госсекретаря США по делам Европы и Евразии Джеймс О’Брайен[англ.] заявил в соцсети «X», что США «осуждают и не признают фиктивные парламентские выборы в оккупированной Россией Южной Осетии, проводимые без согласия Грузии»[12].